# 徳川良子
徳川 良子（とくがわ よしこ、1906年（明治39年）8月1日 - 没年不明）は、日本の女優。日活向島・帝国キネマ・新興キネマにそれぞれ所属した。

## 経歴
愛知県名古屋市出身。椙山高等女学校卒業後、1923年（大正12年）に日活向島からデビュー。1930年（昭和5年）に帝国キネマに移籍、新興キネマをへて1935年（昭和10年）まで活躍した。
その後は満洲に渡ったとされるが、詳細は不明。

## 出演作品

### 映画
- 1923年7月22日 『愛の未亡人』 日活向島
- 1924年2月1日 『清作の妻』 日活京都第二部 - 清作の妹
- 1924年5月8日 『桜 さくら』 日活京都 - 女学生木細畑君江
- 1924年5月9日 『小さき者の楽園』 日活京都第二部 - 布人形
- 1924年6月20日 『七面鳥の行衛』 日活京都第二部 - ホテルの中国人女給・林金花
- 1924年8月1日 『たけくらべ』 日活京都第二部
- 1924年10月5日 『勤王烈婦 孝女村岡』 日活京都 - 召使おくめ
- 1924年12月24日 『箕面心中（恋の笑蝶）』 日活京都第二部 - 周子（徳三郎の許婚）
- 1925年1月5日 『白鸚鵡夫人』 日活京都第二部 - 吉川八重子
- 1925年2月26日 『貧者の勝利』 日活京都第二部 - 娘綾子
- 1925年6月14日 『地獄の唄 前篇』 日活京都第二部 - 芸者美代治
- 1925年6月19日 『地獄の唄 後篇』 日活京都第二部 - 芸者美代治
- 1925年9月25日 『娘の行商』 日活大将軍 - お秀
- 1925年10月15日 『美人征服』 日活大将軍 - 令嬢 英子
- 1925年11月21日 『小品映画集《睡蓮は悲し》』 日活大将軍
- 1925年12月1日 『人間 前後篇』 日活大将軍 - 妹芸者君若
- 1925年12月31日 『乃木将軍と熊さん』 日活大将軍 - 差配の娘・おいん
- 1925年 『夫婦なればこそ』 日活大将軍
- 1926年1月11日 『正義万才』 日活大将軍
- 1926年4月1日 『黎明の唄』 日活大将軍
- 1926年4月22日 『娘やるなら学士様へ』 日活大将軍
- 1926年5月14日 『巌頭の謎』 日活大将軍
- 1926年6月11日 『忠犬エス・スポーツ』 日活大将軍
- 1926年6月27日 『意気天を衝く』 日活大将軍
- 1926年7月22日 『神田の下宿』 日活大将軍 - 下宿屋の娘
- 1926年9月10日 『だゝっ児羅漢』 日活大将軍 - 娘お露
- 1926年9月26日 『恋は悲し』 日活大将軍
- 1926年11月12日 『勇敢なる水兵』 日活大将軍
- 1926年12月3日 『金』 日活大将軍 - 金太の娘・お光
- 1927年2月1日 『韋駄天吉次』 日活大将軍 - 娘・織江
- 1927年3月18日 『彼を繞る五人の女』 日活大将軍
- 1927年4月17日 『未来の出世』 日活大将軍
- 1927年6月15日 『落城の秋』 日活大将軍
- 1927年6月24日 『女は真平』 日活大将軍
- 1927年7月8日 『馬鹿らしき哉』 日活大将軍
- 1927年10月1日 『建国史 尊王攘夷』 日活太秦 - 芸妓春駒
- 1927年10月7日 『赤切符』 日活大将軍
- 1927年10月21日 『新婚行進曲』 日活大将軍
- 1927年11月11日 『赤城の夕映え』 日活大将軍
- 1927年12月1日 『老校長』 日活大将軍 - その娘
- 1927年12月27日 『女合戦』 日活大将軍
- 1927年 『大和武士』 日活太秦
- 1927年 『脱線』 日活大将軍 - 花奴
- 1928年1月7日 『粋な叔父さん』 日活大将軍 - 芸妓若勇
- 1928年3月1日 『拳骨先生 社会篇』 日活大将軍
- 1928年5月5日 『借りた指輪』 日活大将軍
- 1928年6月15日 『サラリーマン』 日活大将軍
- 1928年8月3日 『きつね』 日活大将軍
- 1928年8月26日 『笑はぬ良人』 日活大将軍 - 隣の娘お花
- 1928年9月24日 『泥人形』 日活大将軍
- 1928年9月27日 『維新の京洛 竜の巻 虎の巻』 日活太秦 - 芸妓 妹松菊
- 1928年10月14日 『御亭主改造』 日活大将軍
- 1928年11月25日 『名のらぬの父』 日活大将軍 - その恋人お静
- 1928年12月21日 『大道寺兵馬』 日活太秦
- 1929年1月14日 『原田甲斐』 日活太秦 - 妾お露
- 1929年1月20日 『娑婆の風』 日活太秦
- 1929年2月8日 『遠山桜金さん奉行』 日活太秦
- 1929年2月15日 『波浮の港』 日活太秦
- 1929年3月31日 『英傑秀吉』 日活太秦 - 吾作の娘お国
- 1929年5月3日 『からたちの花』 日活太秦
- 1929年7月13日 『八剣飛竜』 日活太秦 - 千代菊
- 1929年9月15日 『金四郎半生記』 日活太秦
- 1929年10月1日 『修羅城 水星篇 火星篇』 日活太秦 - 小桜
- 1929年10月11日 『浮名ざんげ』 日活太秦 - 娘お美津
- 1930年5月31日 『思ひ出』 帝キネ
- 1930年6月20日 『女人下道』 日活太秦
- 1930年7月8日 『若き血に燃ゆる者』 帝キネ
- 1930年9月5日 『浅草紅団』 帝キネ
- 1930年9月26日 『脱線息子』 帝キネ
- 1931年1月5日 『春遠からず』 帝国キネマ演芸（太秦撮影所） - 橘木しげ子
- 1931年1月6日 『村は晴れたり曇ったり』 帝キネ
- 1931年2月27日 『浮世天国』 帝キネ
- 1931年4月22日 『我が子我が母』 帝キネ
- 1931年6月3日 『都会病患者』 帝キネ
- 1931年6月10日 『嘆きの都』 帝キネ
- 1931年8月8日 『暴風警報』 帝キネ
- 1931年9月1日 『大学をやめても』 帝キネ
- 1931年10月15日 『毒草』 新興 - 吉蔵の妹お仙
- 1931年11月14日 『湖に咲く花』 新興 - 駄菓子屋の娘お美代
- 1931年12月19日 『噂の女』 新興 - 義之の妻菊子
- 1932年1月7日 『南地囃子』 新興 - 芸妓峰千代
- 1932年1月21日 『出征前』 新興 - カフェ美人国の女給暢子
- 1932年2月27日 『スキーの歌』 新興 - 下宿屋の娘お金ちゃん
- 1932年2月27日 『陽気な食客』 新興 - 辰三の娘多美子
- 1932年5月5日 『センチメンタル・キッス』 新興 - 乃里夫の恋人一木屯子
- 1932年5月15日 『火の翼』 新興 - 秋子の姉邦子
- 1932年5月25日 『月魄』 新興 - 小間使磯
- 1932年6月15日 『女給君代の巻』 新興 - 下宿の娘小林恒子
- 1932年6月22日 『勇敢なる喇叭手』 新興 - 村の娘
- 1932年10月29日 『愛と憎しみ 涙の惨劇』 新興 - 吉太郎の妹とし
- 1932年11月10日 『渦巻』 新興 - 小間使お辰
- 1932年12月31日 『新粧八人女』 新興 - 田舎娘お良
- 1933年1月7日 『栄え行く道』 新興 - その妹愛子
- 1933年2月19日 『大学の人気者』 新興 - Aワンの姉娘吐志子
- 1933年4月27日 『青島から来た女』 新興 - 女給静子
- 1933年5月25日 『花嫁選手』 新興 - 信雄の妹妙子
- 1933年7月6日 『あなたの彼女に御用心』 新興 - 芸妓朝顔
- 1933年8月1日 『われ等若し戦はば』 新興 - 大林の娘洋子
- 1933年8月10日 『結婚快走記』 新興 - 哲郎の嫂八重子
- 1933年10月11日 『焔魔地獄』 新興 - その妻たき
- 1933年11月23日 『あをぞら』 産業組合中央本部 - その妻まつ
- 1933年 『赤い唇』 新興 - タイピスト吉岡花子
- 1934年3月21日 『天保水滸伝』 新興 - 秀作の女房
- 1934年4月20日 『パパの青春』 新興 - 玉吉
- 1934年6月14日 『兵学往来髭大名』 寛プロ - お時の方
- 1934年8月8日 『娘と学生と職人』 新興 - 清吉の女房お菊
- 1934年9月13日 『巨人街』 新興 - 鞆子
- 1934年9月27日 『暁の合唱』 新興 - 幸子
- 1935年2月28日 『民衆の太陽』 新興東京 - その妻民江
- 1935年3月28日 『明治十三年 新興京都 - おしも
- 1935年6月6日 『愛憎一代』 新興京都 - お粂
- 1935年8月22日 『剣客商売』 新興京都 - 水茶屋の女おせき
- 1935年9月12日 『怪談津之国屋』 新興京都 - お兼
- 1935年11月7日 『地獄囃子 前篇』 右太プロ - お春
- 1935年11月7日 『地獄囃子 後篇』 右太プロ - お春